# Gregory Barton
Gregory Mark „Greg“ Barton (* 2. Dezember 1959 in Jackson, Michigan) ist ein ehemaliger US-amerikanischer Kanute und Olympiasieger.

## Karriere
Gregory Barton nahm an drei Olympischen Spielen teil. Seine erste Teilnahme erfolgte anlässlich der Olympischen Spiele 1984 in Los Angeles, bei denen er auf der 1000-Meter-Strecke im Einer-Kajak antrat. Nach einem zweiten Platz im Vorlauf und im Halbfinale zog er in den Endlauf ein. Diesen beendete er nach 3:47,38 auf dem dritten Platz und gewann damit hinter dem Neuseeländer Alan Thompson sowie Milan Janić aus Jugoslawien die Bronzemedaille. 1988 ging Barton in Seoul in zwei Wettkämpfen an den Start. Im Einer-Kajak belegte er nicht nur im Vorlauf und im Halbfinale jeweils den ersten Platz, sondern gewann auch das abschließende Finale. In diesem überquerte er nach 3:55,27 Minuten fast zeitgleich mit dem Australier Grant Davies die Ziellinie. Die Ergebnistafel wies Davies als Erstplatzierten aus, der seinen Erfolg dementsprechend bejubelte. Die Ausrichter bereiteten bereits die Medaillenzeremonie vor, ehe die Rennjury der ICF nach mehr als zehnminütiger Auswertung des Fotofinishs jedoch Barton mit einem Vorsprung von 0,005 Sekunden zum Olympiasieger erklärte, dem Äquivalent von acht Millimetern. Die offiziellen Ergebnislisten geben Davies’ Resultat heute mit 3:55,28 Minuten an. Dies war der knappste Medaillenentscheid in der Geschichte der Olympischen Spiele. Darüber hinaus startete Barton im Zweier-Kajak mit Norman Bellingham. Auch in diesem Wettbewerb erreichte er den Endlauf und wurde nach 3:32,42 Minuten ebenfalls Olympiasieger. Sie setzten sich mit 0,3 Sekunden Vorsprung vor den Neuseeländern Ian Ferguson und Paul MacDonald durch.
Bei den Olympischen Spielen 1992 in Barcelona gewann Barton im Einer-Kajak auf der 1000-Meter-Distanz seine dritte Medaille in Folge. Nachdem er zunächst als Vorlaufsdritter das Halbfinale verpasst hatte, gelang ihm über den Hoffnungslauf der Einzug in die Vorschlussrunde. Dort belegte er den ersten Platz und zog in sein viertes olympisches Finale ein. Nach 3:37,93 Minuten überquerte er hinter Clint Robinson aus Australien und Knut Holmann aus Norwegen als Dritter die Ziellinie und gewann wie schon 1984 die Bronzemedaille. Im Zweier-Kajak trat er erneut mit Norman Bellingham auf der 1000-Meter-Strecke an und qualifizierte sich letztlich erneut für den Endlauf. Sie beendeten das Finale in 3:19,26 Minuten mit einem Rückstand von 0,4 Sekunden auf die drittplatzierten Polen Grzegorz Kotowicz und Dariusz Białkowski auf dem vierten Platz, womit Barton es verpasste, in seinem fünften und letzten olympischen Wettkampf seine fünfte Medaille zu gewinnen.
Barton war im Einer-Kajak auch bei Weltmeisterschaften erfolgreich. Über 10.000 Meter wurde er 1985 in Mechelen, 1987 in Duisburg und 1991 in Paris jeweils Weltmeister, während er 1990 in Posen den zweiten Platz belegte. Auf der 1000-Meter-Distanz gewann er 1987 die Gold- und 1991 die Bronzemedaille. Bei den Panamerikanischen Spielen 1987 in Indianapolis sicherte sich Barton über 1000 Meter sowohl im Einer- als auch im Zweier-Kajak jeweils den Gewinn der Goldmedaille.
1983 schloss Barton ein Maschinenbaustudium an der University of Michigan ab. Er ließ sich in Seattle nieder, wo er mit seiner Firma Epic Kayaks Kajaks, Surfski und Paddel herstellte. Sein Bruder Bruce Barton nahm 1976 an den Olympischen Kanuwettbewerben teil.